# Словенске културе и историја међусловенских веза
Словенске културе и историја међусловенских веза: Зборник радова је књига чији је главни и одговорни уредник Симеон Бабић, објављена 1996. године у издању Библиотеке града Београда и Друштва српско-руског пријатељства из Београда.

## О уреднику
Симеон Бабић је завршио основну школу у Кикинди, у Вршцу је 1957. године завршио учитељску школу, потом две године радио у родном селу. На Универзитету у Лајпцигу је завршио Културу германистике. Био је дугогодишњи управник Библиотеке Града Београда. Оснивач и обновитељ је српских читалишта (Београдско читалиште).

## О књизи
Објављивању зборника Словенске културе и историја међусловенских веза претходио је циклус предавања "Словенске културе и историја међусловенских веза".Предавања су организовали у име Српско-руског друштва др Предраг Пипер, а у име Библиотеке града Београда Радмила Кунчер, и који је одржан у Библиотеци града Београда од марта до јуна 1991. године.
Зборником су обухваћена релевантна питања из више славистичких грана, из области српске, руске, пољске, чешке, бугарске и лужичкосрпске културе. Питања су разматрана са становишта историје књижевности, књижевноисторијских веза и утицаја, историје научних веза, историје књижевног језика, историје педагошких установа, проблематике међусловенских превода и др.